# Chananel ben Chushiel
Chananel Ben Chushiel (in ebraico חננאל בן חושיאל ‎?, lett. Ḥananel ben Ḥushiel; Kairouan, 990 – 1053) è stato un rabbino, teologo e educatore italiano, ebreo ortodosso naturalizzato tunisino, noto talmudista e allievo degli ultimi Geonim. Rinomato per il suo commentario del Talmud, Chananel viene spesso citato come Rabbeinu Chananel - ebraico di "il nostro maestro Chananel" (abbreviazione ebr.: ר"ח).

## Biografia
"Rabbeinu Chananel" nacque nel 990 e.v. e, sebbene sia associato alla città tunisina di Kairouan, pare fosse nato in Italia. Infatti i Tosafisti si riferiscono a lui chiamandolo "Ish Romi" (di Roma). Rabbi Chananel studiò con suo padre, Chushiel (anche lui nato in Italia), guida della yeshivah di Kairouan, e per corrispondenza con Hai Gaon. È strettamente associato a Nissim Ben Jacob in qualità di rabbino e Rosh Yeshivah di Kairouan. Il suo allievo più famoso fu probabilmente Isaac Alfasi. Chananel ebbe anche successo nel mondo degli affari e si diceva che fosse molto ricco. Morì nel 1053, lasciando nove figlie.

## Opere
Chananel scrisse il primo commentario completo sul Talmud, oggi incorporato nelle pagine del Talmud su certi trattati. Il commentario riguarda solo gli ordini Moed, Nashim e Nezikin, in altre parole quei temi rilevanti per praticare a quell'epoca, e alcune sezioni sono andate perdute. Alcuni ulteriori frammenti sono stati recuperati dalla Geniza del Cairo e sono stati pubblicati da B. M. Levin sul suo Otzar ha-Geonim, ed esiste ora una edizione pubblicata da Vagshal che copre il trattato Berachot e l'ordine Moed, che comprende anche la Sefer ha-Mafteaḥ del suo collega Nissim Ben Jacob. Il commentario presenta una sintesi parafrasata degli argomenti principali della Gemara, omettendo la maggior parte delle sezioni non giuridiche (Aggadah). Una caratteristica distintiva del commentario è la presentazione dei passi paralleli del Talmud di Gerusalemme.
Chananel fu anche l'autore di un commentario della Torah, citato da molti commentatori biblici successivi, soprattutto da Bahya ben Asher. Questo commentario è in una certa misura diretto contro i Caraiti. Mentre nessuna copia completa di questo lavoro sopravvive, possediamo però molti suoi frammenti che sono stati recentemente pubblicati dalla Mosad Ha-Rav Kook come opera separata e inclusa anche nella Torat Hayyim (edizione della Torah con commentari).
Altre opere di Rabbeinu Chananel comprendono una raccolta di responsa e i "Sefer ha-Miktzo'ot", decisioni su leggi rituali, entrambi citati da vari Rishonim.